# سيث ماكفارلن

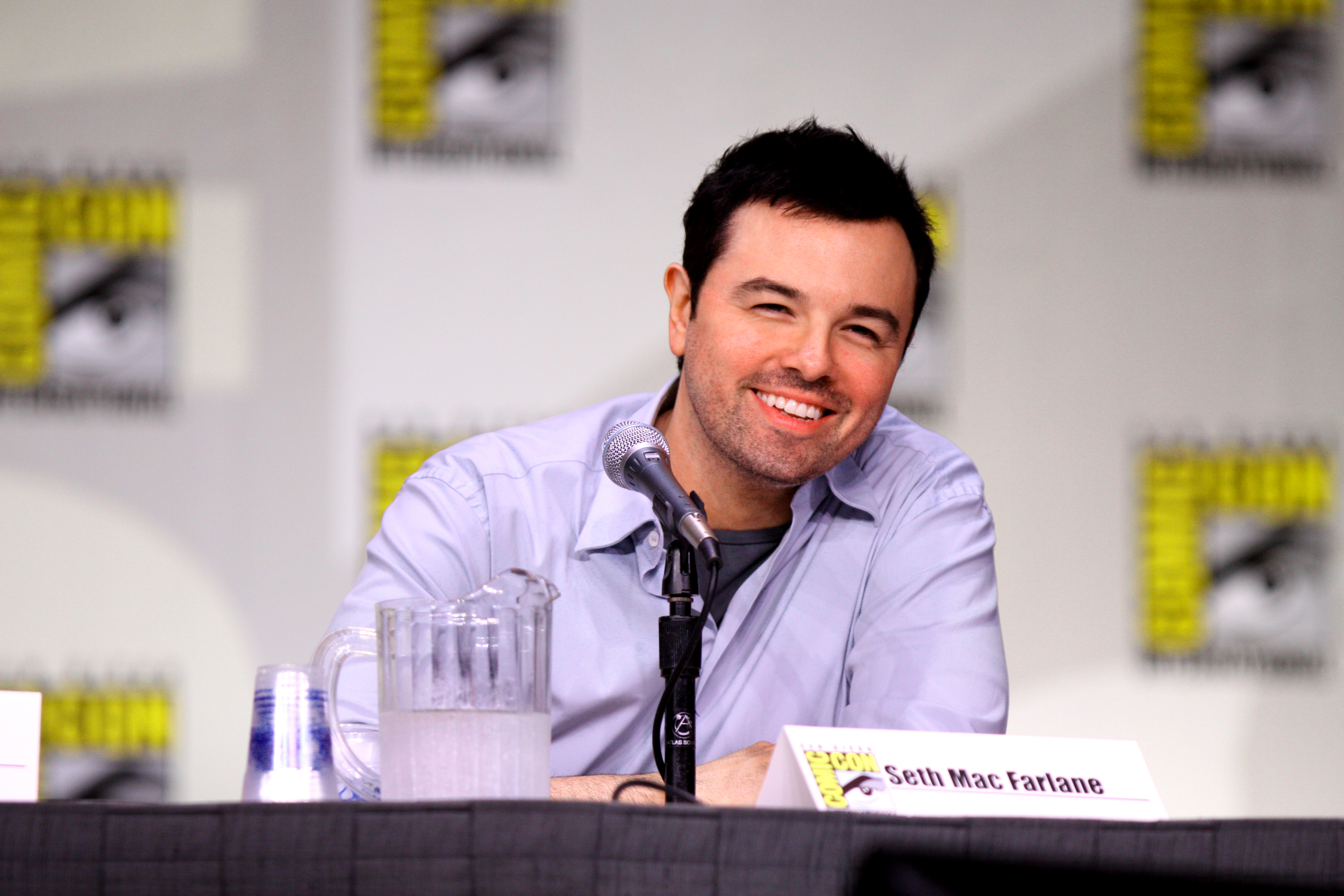
سيث ماكفارلين

سيث وودبري ماكفارلين (بالإنجليزية: Seth MacFarlane) (ولد في 26 أكتوبر 1973) ممثل ومؤدي أصوات وكاتب سيناريو وكوميدي ومنتج ومخرج ومغني أمريكي. اشتهر بتأليف مسلسل فاميلي غاي والذي أدى فيه أصوات شخصيات (بيتر وبراين وستوي وجلين كواجماير وتوم تكر وآخرين)، كما شارك في إنتاج ذا كليفلاند شو وأدى أيضًا فيه بعض أصوات الشخصيات، وأنتج بعدها آميريكان داد

## روابط خارجية
- سيث ماكفارلن على موقع IMDb (الإنجليزية)
- سيث ماكفارلن على موقع الموسوعة البريطانية (الإنجليزية)
- سيث ماكفارلن على موقع روتن توميتوز (الإنجليزية)
- سيث ماكفارلن على موقع مونزينجر (الألمانية)
- سيث ماكفارلن على موقع ألو سيني (الفرنسية)
- سيث ماكفارلن على موقع ميوزك برينز (الإنجليزية)
- سيث ماكفارلن على موقع تيرنر كلاسيك موفيز (الإنجليزية)
- سيث ماكفارلن على موقع أول موفي (الإنجليزية)
- سيث ماكفارلن على موقع بوكس أوفيس موجو (الإنجليزية)
- سيث ماكفارلن على موقع قاعدة بيانات الأفلام السويدية (السويدية)